# Rubinit
Das Mineral Rubinit ist ein seltenes Inselsilikat aus der Obergruppe der Granate mit der Endgliedzusammensetzung Ca3Ti3+2Si3O12. Es kristallisiert im kubischen Kristallsystem mit der Struktur von Granat.
Rubinit tritt in Form von wenigen Mikrometer großen, rundlichen Körnern in Calcium-Aluminium-reichen Einschlüssen (CAI) in Kohligen Chondriten des Typs CV3 auf. Seine Typlokalitäten sind die Meteoriten Allende und Vigarano. Rubinit gehört zu den ersten Mineralen, die sich bei der Abkühlung des präsolarem Nebels am Anfang der Entstehung unseres Sonnensystems bildeten.

## Etymologie und Geschichte
Die Verbindung Ca3Ti3+2Si3O12 wurde im Jahr 2011 von Martin Valldor André Uthe und Reinhard Rückamp an der Universität zu Köln synthetisiert.
Hochschmelzende Rückstände aus der Anfangszeit unseres Sonnensystems in CAIs mehrerer CV3-Chondrite, darunter auch der Vingarano-Meteorit, wurden von der Arbeitsgruppe um Chi Ma am California Institute of Technology in Pasadena, USA untersucht. Dabei konnten sie 2012 im Scandium-Granat Eringait einem erheblichen Anteil an dreiwertigem Titan (Ti3+) nachweisen. Fünf Jahre später gelang ihnen im gleichen Meteoriten die Charakterisierung eines Granates, der vorwiegend aus der Ti3+-Komponente besteht. Sie nannten dieses neue Mineral der Granatgruppe Rubinit nach Alan E. Rubin, einem Kosmochemiker der University of California, in Anerkennung seiner zahlreichen Beiträge zur Erforschung von Meteoriten.

## Klassifikation
Die strukturelle Klassifikation der International Mineralogical Association (IMA) zählt den Rubinit zur Granat-Obergruppe, wo er zusammen mit Menzerit-(Y), Pyrop, Grossular, Spessartin, Almandin, Goldmanit, Momoiit, Knorringit, Uwarowit, Andradit, Calderit, Eringait, Majorit und Morimotoit die Granat-Gruppe mit 12 positiven Ladungen auf der tetraedrisch koordinierten Gitterposition bildet.
Da der Rubinit erst 2016 als eigenständiges Mineral anerkannt wurde, ist er weder in der seit 1977 veralteten 8. Auflage noch in der von der IMA zuletzt 2009 aktualisierten 9. Auflage der Mineralsystematik nach Hugo Strunz verzeichnet. Auch die vorwiegend im englischen Sprachraum gebräuchliche Systematik der Minerale nach Dana kennt den Eringait noch nicht.
Auch das zuletzt 2018 überarbeiteten „Lapis-Mineralienverzeichnis“, das sich im Aufbau noch nach der alten Form der Systematik von Karl Hugo Strunz richtet, führt den Rubinit noch nicht auf.
Die von der Mineraldatenbank „Mindat.org“ weitergeführte Strunz-Klassifikation in der 9. Auflage ordnet den Rubinit in die Klasse der „Silikate und Germanate“ und dort in die Abteilung der „Inselsilikate“ ein. Diese ist weiter unterteilt nach der möglichen Anwesenheit zusätzlicher Anionen und der Koordination der beteiligten Kationen, so dass das Mineral entsprechend seiner Zusammensetzung und seinem Aufbau in die Unterabteilung „Inselsilikate ohne zusätzliche Anionen; Kationen in oktaedrischer [6]er- und gewöhnlich größerer Koordination“ (englisch Nesosilicates without additional anions; cations in [6] and/or greater coordination), wo er zusammen mit Almandin, Andradit, Calderit, Eltyubyuit, Eringait, Goldmanit, Grossular, Henritermierit, Holtstamit, Hutcheonit, Irinarassit, Kerimasit, Kimzeyit, Knorringit, Khoharit, Majorit, Menzerit-(Y), Midbarit, Momoiit, Morimotoit, Nikmelnikovit, Pyrop, Schorlomit, Spessartin, Toturit, Uwarowit und Yamatoit eine unbenannte Gruppe mit der Systemnummer 9.AD.25 bildet (vergleiche dazu auch gleichnamige Unterabteilung in der Klassifikation nach Strunz (9. Auflage)).
Ebenfalls zu dieser Gruppe gezählt wurden die mittlerweile nicht mehr als Mineral angesehenen Granatverbindungen Blythit, Hibschit, Hydroandradit und Skiagit. Wadalit, nach Strunz ebenfalls bei den Granaten eingruppiert, erwies sich als strukturell unterschiedlich und wird heute mit Chlormayenit und Fluormayenit einer eigenen Gruppe zugeordnet.

## Chemismus
Rubinit ist das Titan (Ti3+)-Analog von Grossular und bildet komplexe Mischkristalle vor allem mit Eringait, Hutcheonit, Kimzeyit und dem Mg-Analog von Morimotoit. Die empirische Zusammensetzung aus der Typlokalität Allende ist
- [X](Ca2,94Na0,08)[Y](Ti3+1,05Ti4+0,66Mg0,12Sc3+0,13V3+0,04Fe2+0,04Zr4+0,04)[Z](Si2,38Al0,38Ti4+0,24)O30[3]

und kann als Mischkristall von Rubinit (52 Mol-%) mit 19 mol-% Hutcheonit, 12 mol-% Mg-Morimotoit und 6 mol-% Eringait aufgefasst werden.
Der „Rubinit“ aus der zweiten Typlokalität, dem Vigarano-Meteoriten, enthält weniger Titan, ist reich an Yttrium (Y3+) und Zirconium (Zr4+) und hat die Zusammensetzung
- [X](Ca1,98Y3+0,83Mg0,28)[Y](Ti3+0,59Sc3+0,50Zr4+0,72Mg0,20V3+0,02Cr3+0,01)[Z](Si1,64Al1,18Ti4+0,07Fe2+0,06)O30.[3]

Dies entspricht einem Kimzeyit (36 mol-%) mit rund 30 mol-% Rubinit und 15 mol-% eines hypothetischen Yttrium-Scandium-Aluminium-Granates.

## Kristallstruktur
Rubinit kristallisiert mit kubischer Symmetrie in der Raumgruppe Ia3d (Raumgruppen-Nr. 230) mit 8 Formeleinheiten pro Elementarzelle. Das synthetische Endglied hat den Gitterparameter a = 12,1875 Å.
Die Kristallstruktur ist die von Granat. Calcium (Ca2+) besetzt die dodekaedrisch von 8 Sauerstoffionen umgebenen X-Positionen, Titan (Ti3+) die oktaedrisch von 6 Sauerstoffionen umgebene Y-Position und die tetraedrisch von 4 Sauerstoffionen umgebenen Z-Position ist vollständig mit Silicium (Si4+) besetzt.

## Bildung und Fundorte
Wie Eringait gehört Rubinit zu den ersten festen Materialien im präsolarem Nebels. Er bildete sich bei sehr hohen Temperaturen und extrem niedrigen Sauerstofffugazitäten durch Resublimation oder kristallisierte aus einer Calcium-, Titan- und Aluminium-reichen Schmelze.
Rubinit wurde bislang (2020) nur in Calcium-Aluminium-reichen Einschlüssen (CAIs) von CV3-Chondriten gefunden.
Im Vigarano-Meteoriten tritt Rubinit zusammen mit Zr-Panguit, Spinell und Davisit-reichen Diopsid in amöboiden Olivinaggregaten auf.
Im Allende-Meteoriten wurde Rubinit im flockigen (fluffy) Typ-A CAI AE01-01 gefunden. Er tritt hier zusammen mit Gehlenit, Perowskit, Spinell, Hibonit, Korund, Davisit, Grossmanit und Eringait auf. Als sekundäre Bildung findet sich noch Anorthit, Grossular und Na-Melilith.
Im 1962 nahe der gleichnamigen staatlichen Farm bei Pawlodarin Kasachstan entdeckten Efremovka-Meteoriten wurde Rubinit in den kompakten Typ-A CAIs E101, E105 und 40E-1 gefunden. Hier tritt er mit Perowskit, Spinell und Grossmanit als Einschluss in Gehlenit auf.